# Aszur-garu’a-nere
Aszur-garu’a-nere (akad. Aššur-gārū’a-nēre, w transliteracji z pisma klinowego zapisywane najczęściej maš-šur-ga/gar(-ru)-u(-a)-né-re, tłum. „Aszurze, zabij mego przeciwnika!”) – wysoki dostojnik, naczelny podczaszy (rab šāqê) asyryjskiego króla Aszurbanipala (668–627? p.n.e.). Jego imieniem jako postkanonicznego eponima (limmu) datowanych jest szereg dokumentów prawnych z Aszur, Niniwy, Kalhu i Til-Barsip. Simo Parpola datuje eponimat Aszur-garu’a-nere na rok 641 p.n.e., Julian Reade na rok 640 p.n.e., a Margarete Falkner na rok 635 p.n.e.